# 张端权
张端权（1930年—），男，原籍广东开平，生于广东肇庆，中国通信工程技术专家，曾任国家交通投资公司副总经理。